# Giả Đảo
Giả Đảo (chữ Hán: 賈島, 779 - 843), tên chữ: Lãng Tiên, hiệu: Kiệt Thạch Sơn Nhân, là một nhà thơ Trung Quốc thời Trung Đường. 
Ông cùng với Mạnh Giao, Lý Hạ được các nhà nghiên cứu văn học liệt vào hạng tiêu biểu của phái thơ “khổ ngâm”.

## Một đời thơ
Giả Đảo là người Phạm Dương, tỉnh Hà Bắc (nay thuộc ngoại ô Bắc Kinh), Trung Quốc.
Thời trẻ, ông đi thi nhiều lần không đỗ, đi làm tăng tại Lạc Dương, pháp danh là Vô Bản. Sau đến kinh đô Trường An, ngụ tại chùa Thanh Long.
Ở đấy, ông gặp được Hàn Dũ và nghe lời danh sĩ này hoàn tục. Sách Tân Đường thư chép: “ông thi nhiều lần không đỗ , đời Đường Văn Tông (ở ngôi: 826-840), có người gièm pha, bị giáng chức  làm Chủ bạ Trường Giang (nay là huyện Bồng Khê, tỉnh Tứ Xuyên). Lúc đó ông đã năm mươi tuổi. Năm sáu mươi hai, ông được đổi làm Tư thương tham quân ở Phổ Châu (nay là An Nhạc, tỉnh Tứ Xuyên).
Năm 65 tuổi, ông mất ở nơi làm quan, tức Phổ Châu .
Tác phẩm của ông để lại là Trường Giang tập, gồm 10 quyển.
Đa phần thơ Giả Đảo viết theo thể thơ ngũ ngôn luật và ông đã tỏ ra sở trường về thể loại này. Từ điển văn học (bộ mới) viết: 
Đặc sắc của thơ Giả Đảo là lạ lùng, trầm tĩnh, ít có niềm vui và nỗi buồn bồng bột. Phong cách cô đơn hiu quạnh đó đã từng được một số nhà thơ cuối Đường rất chuộng. Do vậy họ tôn sùng ông, sớm chiều cúng bái ông như Phật và sau này phái Giang hồ cuối thời Tống cũng suy tôn Giả Đảo là ông Tổ. Thật ra, ngoài một số câu thật hay, thơ ông ít có bài toàn bích. Có lẽ do quá say sưa với việc gọt giũa câu chữ nên ông coi nhẹ sáng tạo nghệ thuật hoàn chỉnh toàn bài. Ở những bài tương đối chỉnh thì tình ý lại khô khan, không mấy xúc động. Lại thêm đấy phần nhiều là thơ thù tạc, ít phản ánh sinh hoạt xã hội, tâm hồn rõ ràng không rộng mở. Ngược lại, Giả Đảo có một số bài thơ ngắn, hình như không cố ý gọt giũa, lại hóa giản dị, tự nhiên như bài Kiếm khách lời thơ mạnh mẽ, được nhiều người thích, hay như bài Tầm ẩn giả bất ngộ...
Sách Văn học sử Trung quốc của Dịch Quân Tả có đoạn:
Giả Đảo là một người sớm xuất gia, về sau con đường hoạn lộ lại trắc trở, cho nên tác phẩm ông thiếu nét phong lệ, hào hoa và đều là những biểu lộ những nét kỳ khí từ một gương mặt khắc khổ. Lục Thời Ung trong quyển Thi kinh có nói: "Ta đọc thơ của Mạnh Giao như ăn đu đủ mà răng thì súng lười thì tê, không biết mùi vị thế nào cả. Còn đọc thơ của Giả Đảo như ăn dưa muối lạnh, mùi vị chẳng những không hợp khẩu mà có khi lưỡi bị chua, răng bị tê nữa."

## Tầm ẩn giả bất ngộ

### Nguyên tác và bản dịch
| Nguyên tác: 松下問童子 言師採藥去 只在此山中 雲深不知處 Phiên âm: Tùng hạ vấn đồng tử, Ngôn sư thái dược khứ. Chỉ tại thử sơn trung, Vân thâm bất tri xứ. | Dịch nghĩa: Dưới cây tùng hỏi thăm tiểu đồng, Nói rằng thầy đã đi hái thuốc. Chỉ ở trong núi này thôi, Nhưng mây dày nên chẳng biết chỗ nào. Tản Đà dịch thơ: Gốc thông hỏi chú học trò, Rằng: "Thầy hái thuốc lò mò đi xa. Ở trong núi ấy đây mà, Mây che mù mịt biết là nơi nao?" |

### Trích nhận xét
Với lối viết nhanh gọn, bài thơ đã dựng lên một cuộc đối thoại. Và bài thơ cũng thật đặc biệt ở chỗ, theo GS. Nguyễn Khắc Phi, thì:
- Đa phần bài thơ chỉ ghi nội dung lời đáp. Đây là nghệ thuật "chừa chỗ trống" thường thấy trong thơ ca cổ điển và cả trong quốc họa Trung Hoa. Như bài Thạch Hào lại của Đỗ Phủ, người đọc cũng chỉ nghe lời đáp của bà lão mà tuyệt không thấy lời hỏi của tên lại.
- Người đọc tưởng chú bé đáp “một lèo”, song ngẫm kĩ sẽ thấy có một sự lỏng lẻo, chuệch choạc trong lời đáp ấy: bốn chữ ở câu 2 nghe như đột ngột và bốn chữ đó có thể đủ kết thúc cho việc trả lời. Câu 3 đang mang ngữ khí khẳng định bỗng nhiên chuyển sang ngữ khí phủ định ở câu 4.
- Chữ “chỉ” ở vị trí “đắc địa” vì tả được cái thần của cuộc đối thoại, vừa phản ảnh được diễn biến tâm tình của người hỏi ẩn sau mỗi lời đáp, từ háo hức (câu 1), thất vọng (câu 2) đến hi vọng (câu 3) rồi lại thẫn thờ buồn tiếc (câu 4).
- Ngoài ra, qua cuộc đối thoại, còn cho thấy thấp thoáng chân dung của người vắng mặt. Vị ẩn sĩ này đi hái thuốc để tế nhân độ thế hay để mưu sinh thì cũng là nghề cao đẹp, thể hiện một phẩm chất thanh cao. Hình ảnh cây tùng, đám mây không phải xuất hiện ngẫu nhiên: Tán thông xanh đứng thẳng kia giống như tiết tháo của ẩn sĩ; đám mây trắng cuồn cuộn như thư nhàn kia giống như tính tình của ẩn sĩ. Qua vấn đáp mà còn nhân đó đưa được cả cảnh vật và hoàn cảnh vào, cảnh vật lại làm cho nhân vật nổi bật, quả là ý hay tứ lạ.[10]

### Thông tin thêm
Nhiều tuyển tập thơ Đường ở Trung Quốc và ở một số nước khác, trong đó có Việt Nam đều ghi tên bài thơ như trên và cho rằng tác giả của là Giả Đảo. 
Tuy nhiên, có một số nhà nghiên cứu, căn cứ vào các văn bản có từ đời Nguyên trở về trước, đặc biệt là tập 15 ở cuốn Đường Âm của Dương Sĩ Hoàng và tập 228 ở cuốn Văn Uyển Anh Hoa ở đời Tống, đều khẳng định rằng tên bài thơ vốn là Phỏng Dương tôn sư và tác giả của nó là Tôn Cách, người Chiết Giang, không rõ năm sinh và mất, đậu tiến sĩ, từng làm Giám sát ngự sử đời Đường Hiến Tông (ở ngôi: 806-820).
Gần đây, trong Đường thi đại từ điển  do Chu Huân Sơ chủ biên cũng đã nêu lại vấn đề này.
Ở Việt Nam, GS. Nguyễn Khắc Phi cũng đã tỏ ra đôi chút băn khoăn khi viết: 
Giả Đảo là nhà thơ được nhiều người biết tiếng nhưng không phải là nhà thơ lớn, Ông chỉ nổi tiếng với phép “thôi xao”, chăm chút gọt giũa chữ nghĩa chi li. Người ta thường chê ông “ít tình, chỉ có câu hay mà chẳng có bài hay”. Nếu quả bài là của Giả Đảo thì đây là một biệt lệ vì bài thơ luôn được xếp vào hàng “danh thiên”, luôn có mặt trong các tuyển tập thơ Đường. Nó cũng là một trong 61 bài cổ thi được Bộ Giáo dục Trung Quốc chọn cho học sinh tiểu học đọc và học...

## Giai thoại
Khi ở Trường An có lần Giả Đảo bị bắt trói mất một buổi chiều, chỉ vì xô phải quan Kinh Triệu doãn Lưu Thê Sở, khi ông đang đi giữa đường, ngâm nga tìm vế đối cho câu “Lạc diệp mãn Trường An (Lá rụng đầy Trường An), bất chợt nghĩ ra câu “Thu phong xuy vị thủy” (Gió thu thổi sông Vị).
Cũng ở nơi đó, có lần Giả Đảo cưỡi lừa ngâm thơ, chợt nghĩ ra được hai câu: 
Điểu túc trì biên thụ,
Tăng xao nguyệt hạ môn.
Nghĩa là: 
Chim ngủ cây bên ao,
Sư gõ cửa dưới trăng.
Nhưng ông lưỡng lự, không biết nên dùng chữ “thôi” (đẩy) hay chữ “xao” (gõ), nên vừa đi vừa đưa một tay ra gõ rồi lại đẩy, mà không để ý tới xe của Hàn Dũ đang chạy qua. Hàn Dũ dừng xe, hỏi chuyện rồi khuyên dùng chữ “xao”. Từ đó, hai người quen nhau và cũng từ đó hai từ “thôi xao” được dùng để chỉ sự đẽo gọt câu thơ một cách quá đáng.
Tương truyền đêm trừ tịch hàng năm, Giả Đảo mang hết thơ làm trong năm bày lên án, đốt hương, rót rượu vái lạy rằng: “Đây là nổi khổ tâm của ta trong suốt năm nay !” Chính vì sự “khổ ngâm” này mà Giả Đảo và bạn cùng phái thơ với ông là Mạnh Giao được Tô Đông Pha gọi là “Giao hàn, Giả sấu” (Giao lạnh, Giả gầy).
Một ngày kia, Đường Tuyên Tông (ở ngôi: 846-859) vi hành đến Pháp Kiền Tự, bỗng nhiên nghe trên lầu có người ngâm thơ bèn lên lầu tìm. Gặp Giả Đảo, nhà vua cầm quyển thơ lên xem, ông giành lại nói: Làm thế nào ông xem nổi thơ này. Nhà vua không nói gì, bỏ về. Về sau, rõ chuyện, Giả Đảo lật đật đến tạ tội. Tuyên Tông chẳng những không bắt tội mà còn giao cho ông chức Chủ bạ Trường Giang.